# Stubbekøbing Kommune
Stubbekøbing Kommune i Storstrøms Amt blev dannet ved kommunalreformen i 1970. Ved strukturreformen i 2007 indgik den i Guldborgsund Kommune sammen med Nysted Kommune, Nørre Alslev Kommune, Sakskøbing Kommune, Sydfalster Kommune og det meste af Nykøbing Falster Kommune.

## Tidligere kommuner
Stubbekøbing havde været købstad, men det begreb mistede sin betydning ved kommunalreformen. 6 sognekommuner blev lagt sammen med Stubbekøbing Købstad til Stubbekøbing Kommune.
| Kommune                      | Folketal 1. januar 1970 | Byer         |
| ---------------------------- | ----------------------- | ------------ |
| Stubbekøbing Købstad         | 2.065                   | Stubbekøbing |
| Falkerslev                   | 415                     |              |
| Horbelev                     | 1.388                   | Horbelev     |
| Karleby-Horreby-Nørre Ørslev | 1.558                   | Horreby      |
| Maglebrænde                  | 460                     |              |
| Sønder Kirkeby-Sønder Alslev | 630                     |              |
| Aastrup                      | 1.323                   |              |
| I alt                        | 7.839                   |              |

Hertil kom 2 matrikler fra Tingsted Sogn og 2 matrikler fra Systofte Sogn i Nykøbing Falster Kommune. Derimod afgav Sønder Kirkeby Sogn 7 matrikler til Sydfalster Kommune.

## Sogne
Stubbekøbing Kommune bestod af følgende sogne, alle fra Falsters Sønder Herred undtagen Stubbekøbing og Maglebrænde, der hørte til Falsters Nørre Herred:
- Falkerslev Sogn
- Horbelev Sogn
- Horreby Sogn
- Karleby Sogn
- Maglebrænde Sogn
- Nørre Ørslev Sogn
- Stubbekøbing Sogn
- Sønder Alslev Sogn
- Sønder Kirkeby Sogn
- Aastrup Sogn

## Borgmestre[3]
| Periode   | Navn                | Parti             |
| --------- | ------------------- | ----------------- |
| 1970-1982 | Georg Hauschildt    | Socialdemokratiet |
| 1982-1998 | John Erdmann        | Socialdemokratiet |
| 1998-2002 | Merete Lise         | Venstre           |
| 2002-2006 | Ole Bronné Sørensen | Socialdemokratiet |